# Grande Prêmio do Canadá de 2000
Resultados do Grande Prêmio do Canadá de Fórmula 1 realizado em Montreal em 18 de junho de 2000. Oitava etapa da temporada, teve como vencedor o alemão Michael Schumacher, que subiu ao pódio junto a Rubens Barrichello numa dobradinha da Ferrari e com Giancarlo Fisichella em terceiro pela Benetton-Playlife.

## Classificação

### Treino classificatório
| 1                         | 3  | Michael Schumacher    | Ferrari            | 1:18.439 | -       |
| 2                         | 2  | David Coulthard       | McLaren-Mercedes   | 1:18.537 | + 0.098 |
| 3                         | 4  | Rubens Barrichello    | Ferrari            | 1:18.801 | + 0.362 |
| 4                         | 1  | Mika Häkkinen         | McLaren-Mercedes   | 1:18.985 | + 0.546 |
| 5                         | 5  | Heinz-Harald Frentzen | Jordan-Mugen/Honda | 1:19.483 | + 1.044 |
| 6                         | 22 | Jacques Villeneuve    | BAR-Honda          | 1:19.544 | + 1.105 |
| 7                         | 6  | Jarno Trulli          | Jordan-Mugen/Honda | 1:19.581 | + 1.142 |
| 8                         | 23 | Ricardo Zonta         | BAR-Honda          | 1:19.742 | + 1.303 |
| 9                         | 18 | Pedro de La Rosa      | Arrows-Supertec    | 1:19.912 | + 1.473 |
| 10                        | 11 | Giancarlo Fisichella  | Benetton-Playlife  | 1:19.932 | + 1.493 |
| 11                        | 8  | Johnny Herbert        | Jaguar-Cosworth    | 1:19.954 | + 1.515 |
| 12                        | 9  | Ralf Schumacher       | Williams-BMW       | 1:20.073 | + 1.634 |
| 13                        | 19 | Jos Verstappen        | Arrows-Supertec    | 1:20.107 | + 1.668 |
| 14                        | 12 | Alexander Wurz        | Benetton-Playlife  | 1:20.113 | + 1.674 |
| 15                        | 17 | Mika Salo             | Sauber-Petronas    | 1:20.445 | + 2.006 |
| 16                        | 7  | Eddie Irvine          | Jaguar-Cosworth    | 1:20.500 | + 2.061 |
| 17                        | 14 | Jean Alesi            | Prost-Peugeot      | 1:20.512 | + 2.073 |
| 18                        | 10 | Jenson Button         | Williams-BMW       | 1:20.534 | + 2.095 |
| 19                        | 16 | Pedro Paulo Diniz     | Sauber-Petronas    | 1:20.692 | + 2.253 |
| 20                        | 20 | Marc Gené             | Minardi-Fondmetal  | 1:21.058 | + 2.619 |
| 21                        | 15 | Nick Heidfeld         | Prost-Peugeot      | 1:21.680 | + 3.241 |
| 22                        | 21 | Gastón Mazzacane      | Minardi-Fondmetal  | 1:22.091 | + 3.652 |
| Limite dos 107%: 1:23.930 |    |                       |                    |          |         |
| Fonte:                    |    |                       |                    |          |         |

### Corrida
| Pos.   | Nº | Piloto                | Equipe             | Voltas | Tempo/Diferença | Grid | Pontos |
| ------ | -- | --------------------- | ------------------ | ------ | --------------- | ---- | ------ |
| 1      | 3  | Michael Schumacher    | Ferrari            | 69     | 1:41:12.313     | 1    | 10     |
| 2      | 4  | Rubens Barrichello    | Ferrari            | 69     | + 0.174         | 3    | 6      |
| 3      | 11 | Giancarlo Fisichella  | Benetton-Playlife  | 69     | + 15.365        | 10   | 4      |
| 4      | 1  | Mika Häkkinen         | McLaren-Mercedes   | 69     | + 18.561        | 4    | 3      |
| 5      | 19 | Jos Verstappen        | Arrows-Supertec    | 69     | + 52.208        | 13   | 2      |
| 6      | 6  | Jarno Trulli          | Jordan-Mugen/Honda | 69     | + 1:01.687      | 7    | 1      |
| 7      | 2  | David Coulthard       | McLaren-Mercedes   | 69     | + 1:02.216      | 2    |        |
| 8      | 23 | Ricardo Zonta         | BAR-Honda          | 69     | + 1:10.455      | 8    |        |
| 9      | 12 | Alexander Wurz        | Benetton-Playlife  | 69     | + 1:19.899      | 14   |        |
| 10     | 16 | Pedro Paulo Diniz     | Sauber-Petronas    | 69     | + 1:54.544      | 19   |        |
| 11     | 10 | Jenson Button         | Williams-BMW       | 68     | + 1 volta       | 18   |        |
| 12     | 21 | Gastón Mazzacane      | Minardi-Fondmetal  | 68     | + 1 volta       | 22   |        |
| 13     | 7  | Eddie Irvine          | Jaguar-Cosworth    | 66     | + 3 voltas      | 16   |        |
| 14     | 9  | Ralf Schumacher       | Williams-BMW       | 64     | Colisão         | 12   |        |
| 15     | 22 | Jacques Villeneuve    | BAR-Honda          | 64     | Colisão         | 6    |        |
| 16     | 20 | Marc Gené             | Minardi-Fondmetal  | 64     | Spun off        | 20   |        |
| Ret    | 18 | Pedro de La Rosa      | Arrows-Supertec    | 48     | Colisão         | 9    |        |
| Ret    | 17 | Mika Salo             | Sauber-Petronas    | 42     | Pane elétrica   | 15   |        |
| Ret    | 14 | Jean Alesi            | Prost-Peugeot      | 38     | Pane elétrica   | 17   |        |
| Ret    | 15 | Nick Heidfeld         | Prost-Peugeot      | 34     | Motor           | 21   |        |
| Ret    | 5  | Heinz-Harald Frentzen | Jordan-Mugen/Honda | 32     | Freios          | 5    |        |
| Ret    | 8  | Johnny Herbert        | Jaguar-Cosworth    | 14     | Câmbio          | 11   |        |
| Fonte: |    |                       |                    |        |                 |      |        |

## Tabela do campeonato após a corrida
|  | Pos. | Piloto               | Pontos |
|  | ---- | -------------------- | ------ |
|  | 1    | Michael Schumacher   | 56     |
|  | 2    | David Coulthard      | 34     |
|  | 3    | Mika Häkkinen        | 32     |
|  | 4    | Rubens Barrichello   | 28     |
|  | 5    | Giancarlo Fisichella | 18     |

|   | Pos. | Construtor         | Pontos |
| - | ---- | ------------------ | ------ |
|   | 1    | Ferrari            | 84     |
|   | 2    | McLaren-Mercedes   | 66     |
| 1 | 3    | Benetton-Playlife  | 18     |
| 1 | 4    | Williams-BMW       | 15     |
|   | 5    | Jordan-Mugen/Honda | 10     |

- Nota: Somente as primeiras cinco posições estão listadas.